# Youth Gone Wild
Youth Gone Wild är debutsingeln av den amerikanska hårdrocksgruppen Skid Row, utgiven 1989. Låten finns med på bandets självbetitlade album.
Musikvideon kom att bli mycket populär i USA, främst på MTV där den även sålde dubbelplatina. Trots detta nådde den endast plats 99 på US Billboard Hot 100 samt 20 på Mainstream Rock Tracks-listan.
Singeln Youth Gone Wild gavs ut som nyutgåva i augusti 1992 tillsammans med en live-version av Delivering the Goods som är en cover av den brittiska heavy metal-gruppen Judas Priest.
Låten finns även med i spelet Guitar Hero On Tour för Nintendo DS.

## Låtlista - Originalutgåva (1989)
1. Youth Gone Wild (Bolan, Sabo) - 3:18
2. Makin' a Mess (live) (Bach, Bolan, Sabo) - 5:00
  - Detta spår finns endast med på CD-singeln
3. Sweet Little Sister (Bolan, Sabo) - 3:10

## Låtlista - Youth Gone Wild/Delivering the Goods (1992)
1. Youth Gone Wild (Bolan, Sabo) - 3:19
2. Delivering the Goods (live) (Judas Priest-cover) - 4:59
3. Psycho Therapy (Ramones-cover) - 2:30
4. Get the Fuck Out (Bolan, Snake) - 2:42

## Banduppsättning
- Sebastian Bach - sång
- Dave "The Snake" Sabo - gitarr
- Scotti Hill - gitarr
- Rachel Bolan - bas
- Rob Affuso - trummor